# Inversió Socialment Responsable
Es denomina inversió socialment responsable (SRI, per les seves sigles en anglès socially responsible investing; ISR, en català) a la inversió que no només considera la rendibilitat sinó també el seu impacte social o mediambiental. Als fons d'inversió que segueixen aquest criteri ISR —SRI, en anglès— o l'ESG (Environmental, social and governance: 'factors mediambientals, socials i de govern corporatiu') se'ls anomena fons responsables.

## Història
L'aparició dels fons responsables que apliquen el criteri SRI es va produir al voltant de l'any 2000. A Europa en 2014 representaven el 2% dels fons financers i movien uns 100.000 milions d'euros, quan en el 2000 només comptaven amb 15.000 milions. El país on més s'han estès és França, seguit de Regne Unit, Suïssa, Bèlgica i Alemanya. A nivell mundial es calcula que poden moure uns 300.000 milions d'euros.
Els fons responsables són en la seva majoria fons institucionals, com els fons de pensions o de fundacions, i trien les empreses en les quals inverteixen els diners del que disposen atenent a criteris socials i/o mediambientals i valorant la seva bona gestió, encara que sense perdre de vista la rendibilitat.

## Característiques
En general  es poden distingir quatre estratègies d'ISR:
- Filtre negatiu: no finançar les empreses que no representen els criteris ètics fonamentals (respecte pel medi ambient i els drets humans, mesurats amb una sèrie d'indicadors). A més de les entitats que deterioren el medi ambient o creen situacions laborals injustes, també poden ser expulsades empreses que produeixen armament, tabac, alcohol, les que experimenten amb animals; sovint es tenen en compte criteris afegits, en funció de la singularitat del fons. Per exemple, un fons ètic de caràcter religiós inclouria l'avortament com a filtre negatiu.
- Filtre positiu: Invertir en empreses que tenen bones pràctiques en les àrees anteriorment esmentades.
- Premiar el millor: finançar les millors iniciatives impulsades per empreses en cada sector. Per exemple: avaluar totes les empreses del sector electrònic i invertir en la que tingui una millor pràctica.
- Actuar des de dins: actuar davant empreses que no obren èticament, tot tractant de canviar aquelles normes i conductes des de dintre. Des d'aquest punt de vista, un inversor i accionista té drets i pot actuar davant el consell de la companyia amb l'ànim de canviar allò que estimi injust.[3]

## A Catalunya
Projectes bancaris ètics: 
- Triodos Bank. Finança empreses, entitats i projectes que aporten un valor afegit en el camp social, ambiental i cultural gràcies al recolzament de persones estalviadores i inversores que opten per l'impuls d'empreses socialment responsables, per la construcció d'una societat més humana i més sostenible. Tenen per missió contribuir a una societat que fomenti la qualitat de vida i que se centri amb la dignitat humana, facilitar a les persones, empreses i organitzacions un ús responsable del diner per al foment del desenvolupament sostenible i proporcionar als clients productes financers sostenibles i un servei de qualitat.[4]
- Projecte Fiare. Projecte de Banca ètica que respon a un doble objectiu: finançar activitats econòmiques que tinguin un impacte social positiu. Això significa recolzar les empreses i projectes socials ambientals, culturals i humanitaris, i oferir a la persona estalviadora i inversora responsable la possibilitat de recolzar aquest tipus d'activitats, canalitzant els seus desitjos de decidir responsablement sobre l'ús que en fa l'entitat financera.[4]

Microcrèdits amb principis ètics i socials:
- Acció Solidària contra l'Atur. Entitat creada l'any 1981 amb la finalitat de fer front a la problemàtica de la desocupació. Poc temps després, l'any 1984, es va constituir com a fundació civil privada. Compta gairebé amb 500 col·laboradors que han permès que es destinessin prop de 8.1 milions d'euros a la lluita contra l'atur. La missió no és acabar amb l'atur, sinó ajudar la gent que es troba a l'atur i que vol sortir de la seva situació mitjançant projectes d'autoocupació.[4]

Projectes no bancaris
- Coop57. Cooperativa de serveis financers destinats a la concessió de préstecs a projectes de l'economia social. La cooperativa va iniciar la seva activitat l'any 1995 a Catalunya. Els recursos de Coop57 provenen principalment dels seus socis. No es tracta d'una cooperativa de crèdit, ja que les persones físiques únicament poden dipositar els seus estalvis, sense possibilitat d'accedir als serveis de finançament. Les persones jurídiques poden aportar capital i rebre finançament.
- Oikocrèdit Catalunya. Institució financera privada d'inversió per al desenvolupament en el món. Està especialitzada en l'atenció a nous projectes que no troben capital per iniciar la seva activitat i que es troben en territoris rurals aïllats.[4]

Iniciatives informals:
- Les comunitats d'autogestió financera (CAF). Organitzacions comunitàries on els socis, generalment gent amb pocs recursos econòmics, estalvien i són alhora prestataris i sol·licitants de crèdits. Aquestes comunitats estan formades per grups de 10 a 30 persones, conegudes entre elles i de confiança que aporten una quantitat de diner que ells mateixos decideixen. Els socis de la comunitat poden demanar un crèdit per cobrir despeses imprevistes o compres de béns de consum quan ho necessitin, alhora que marquen ells mateixos les condicions: tipus d'interès i garanties, entre d'altres. Així mateix, els possibles guanys que obtinguin es reparteixen entre el socis.[4]